# White Wedding
«White Wedding» (рус. Белая свадьба) — сингл британского певца Билли Айдола с его первого студийного альбома Billy Idol. Считается одной из наиболее известных и узнаваемых композиций Айдола. Сингл занял 36 позицию в Billboard Hot 100 и — в переизданном формате для сборника Vital Idol в 1985-м году — 6 позицию в UK Singles Chart.

## История
На написание песни Айдола вдохновила его сестра Джейн, забеременевшая от своего парня и готовившаяся к свадьбе:.

Я сказал себе: «А что, если бы всё это происходило лет тридцать назад? Это вызвало бы всеобщее осуждение». Я слегка изменил текст, придал ему более драматический оттенок — не мог удержаться. Я решил: пусть у неё будет безумный братец вроде Клинта Иствуда, который грозится убить любого, кто обесчестит его сестру.
Запись песни заняла 15 минут: «Нас там было четверо — Кит [Форси], я, драм-машина и моя гитара».

## Видеоклип
В видеоклипе Айдол посещает готическую свадьбу. Главную женскую роль, а также роль одной из танцовщиц исполняет Перри Листер, на тот момент — подруга Айдола. В одной из сцен Айдол надевает Перри на палец кольцо из колючей проволоки и рассекает ей сустав. Листер сама настояла на этой сцене для придания видео реалистичности. В эфире MTV эта сцена была удалена.
На съёмки была потрачена незначительная по тем временам сумма — $65000.

## Чарты
Благодаря частой ротации клипа на MTV «White Wedding» попала на 36-ю строчку американского хит-парада. На родине музыканта песню (как и последовавший за ним альбом Rebel Yell) игнорировали до 1985 года; тогда переиздание «White Wedding» взобралось на 6-ю позицию британского чарта.

## Списки композиций
| №  | Название                        | Длительность |
| -- | ------------------------------- | ------------ |
| 1. | «White Wedding» (Parts 1 and 2) | 8:20         |
| 2. | «White Wedding»                 | 3:30         |
| 3. | «Hole In the Wall»              | 4:14         |

## Дополнительные факты
- Немецкая певица Doro записала кавер-версию песни для альбома Calling the Wild[8].
- Австралийский рок-музыкант Rowland S.Howard записал кавер-версию для дебютного сольного альбома Teenage snuff film 1999 года.
- Композиция присутствует в играх Grand Theft Auto: San Andreas, Rock Band 2, Rock Band Unplugged и Guardians of the Galaxy.